# インペリアル・カレッジ・ロンドン
座標: 北緯51度29分54秒 西経0度10分37秒 / 北緯51.498308度 西経0.176882度
インペリアル・カレッジ・ロンドン（Imperial College London、略称 ICL）は、イギリス・ロンドンに本部を置く英国屈指の理工系名門国立大学である。1907年設立。2007年まではロンドン大学に所属しており、ロンドン大学インペリアル・カレッジの名称であった。

## 概要

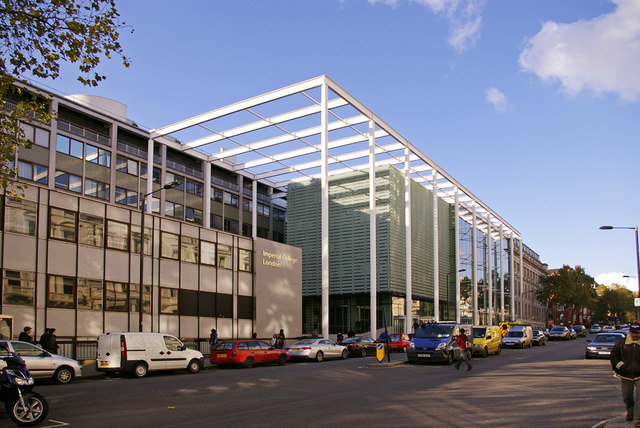
インペリアル・カレッジ・ロンドン正門

イギリスのエリート大学群であるゴールデン・トライアングル（英国版アイビー・リーグ）の1校で、世界大学ランキングでは、QS世界大学ランキング2025で世界第2位、THE世界大学ランキング2025で世界第9位にランクインした。メインキャンパスはロンドンで高級住宅街として知られるケンジントン・アンド・チェルシー区サウス・ケンジントンに位置し、周囲にはケンジントン宮殿、ロイヤル・アルバート・ホール、ハロッズ本店などがある。
医学部、工学部、理学部からなる理工系大学であり、学生数は学部生が約12,000人、大学院生が約9,000人である。世界中から優秀な学生が集まり、2023-2024年では、全学生の50.1％がイギリス国外からの留学生であった。これまでに、14人のノーベル賞受賞者、3人のフィールズ賞受賞者、74人の王立協会フェロー、87人のRoyal Academy of Engineeringのフェロー、85人のAcademy of Medical Sciencesのフェローを輩出している。
日本との関係では、東京大学、東京医科歯科大学などと学術協定を結んでおり、日本人留学生数は各年度10名弱で推移している。ICLに在籍した者の日本における同窓会組織として、ICL公認のサウスケンジントン会（Imperial College Alumni Association, Japan）がある。

## 沿革
1907年にシティ・アンド・ギルド・カレッジ、ロイヤル・スクール・オブ・マインズ、ロイヤル・カレッジ・オブ・サイエンスの3つのカレッジが合併して、インペリアル・カレッジ・ロンドンが発足した。同年7月8日に当時の国王であるエドワード7世より大学設立を正式に許可されロンドン大学に統合、ロンドン大学インペリアル・カレッジの形になった。
その後聖メアリー病院医学学校が1988年、ナショナル・ハート・アンド・ロング・インスティチュートが1995年、チャリング・クロス・アンド・ウェストミンスター医学学校が1997年に合併された。
2000年にはロンドン大学の農学部カレッジであるワイ・カレッジが合併したが、2007年9月からはワイが位置するケント州にあるケント大学によって運営される事となった。これによりワイ・カレッジの学生は学士をケント大学及びインペリアル・カレッジ提携ワイ・カレッジから受け取ることになる。
2004年には卒業生であるゲイリー・A・タナカの贈与でタナカ・ビジネス・スクール（現 インペリアル・カレッジ・ビジネス・スクール）が作られ、英国女王のエリザベス2世により開校された。インペリアル・カレッジ・ビジネス・スクールはマネジメント教育を評価する3つの国際認証機関全てから認証を受けている世界でもごく少数のトリプルクラウン校（世界のビジネススクール13670校のうち58校）であり、MBAやマネジメントの学位を取得することが出来る。
創立100周年にあたる2007年の7月にはロンドン大学群から独立し、現在のインペリアル・カレッジ・ロンドンの名称になり、独自に学位を授与することになった。

## 学術

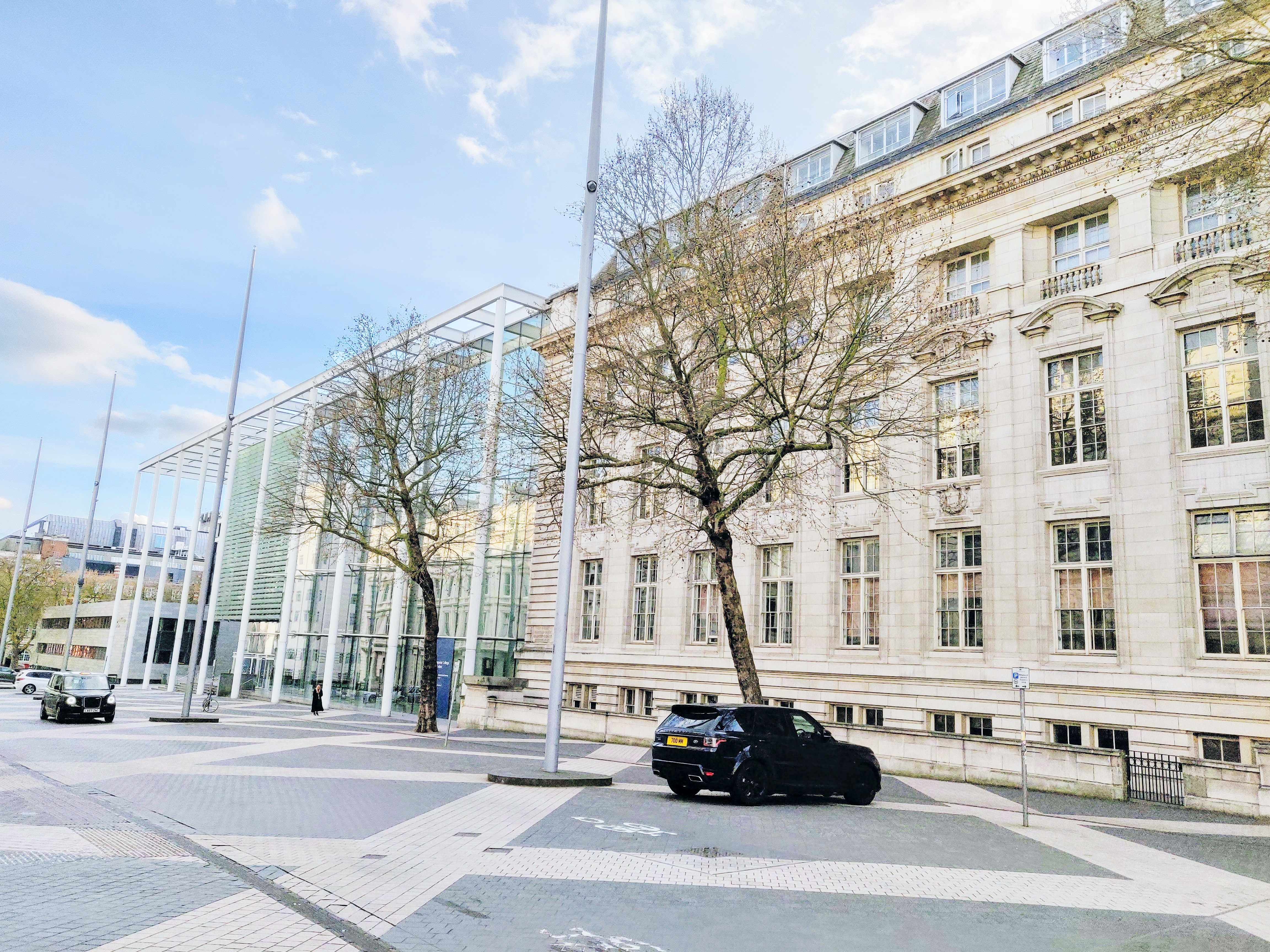
インペリアル・カレッジ・ビジネス・スクール

- Faculty of Engineering: 工学部
  - 航空宇宙工学科 (Aeronautics)
  - 生物工学科 (Bioengineering)
  - 化学工学科 (Chemical Engineering)
  - 土木・環境工学科 (Civil & Environmental Engineering)
  - 計算機工学科 (Computing)
  - 地球科学科 Earth Science & Engineering)
  - 電気・電子工学科 (Electrical & Electronic Engineering)
  - 材料工学科 (Materials)
  - 機械工学科 (Mechanical Engineering)

- Faculty of Natural Sciences: 理学部
  - 化学科 (Chemistry)
  - 数学科 (Mathematics)
  - 物理学科 (Physics)
  - 生物学科 (Life Sciences)
  - 環境政策学センター (Centre for Environmental Policy)

- Faculty of Medicine: 医学部
  - 医学科 (Medicine)
  - イギリス国立心肺研究所 (National Heart & Lung Institute)
  - 公衆衛生スクール (School of Public Health)
  - 外科・癌生物学科 (Department of Surgery and Cancer)

- 学部間で行われる科目
  - 医用生体工学研究所 (Institute of Biomedical Engineering)
  - ケミカルバイオロジー研究所 (Institute of Chemical Biology)
  - 未来エネルギー研究所  (Energy Futures Lab)
  - グローバルヘルスイノベーション研究所  (Institute of Global Health Innovation)
  - ナノサイエンス・ナノテクノロジー科  (Nanoscience and Nanotechnology)
  - システム生物学・合成生物学研究所  (Institute of Systems and Synthetic Biology)

- インペリアル・カレッジ・ビジネス・スクール

## キャンパス

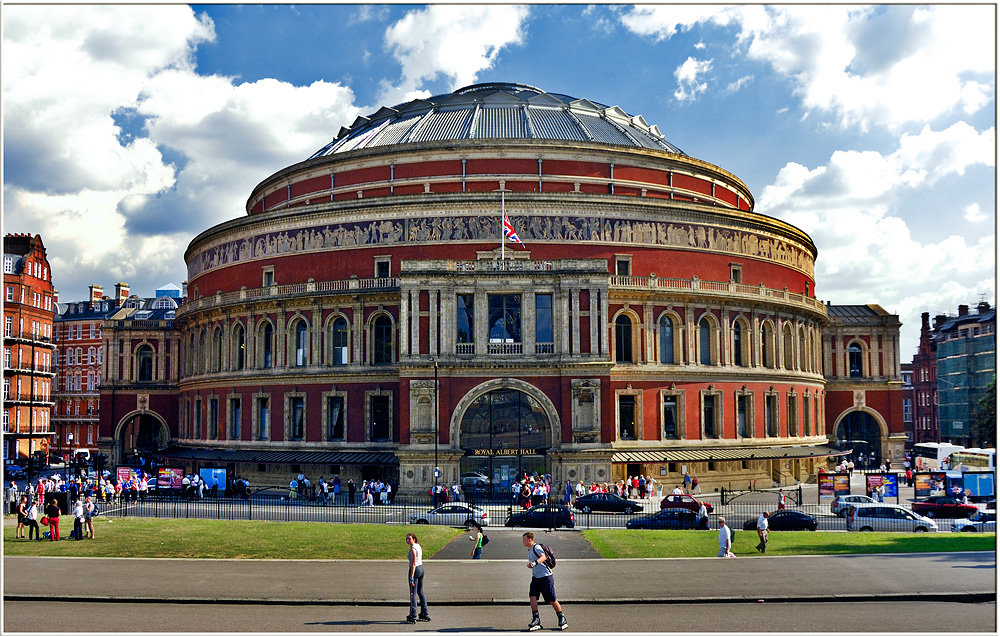
ロイヤル・アルバート・ホール

大学の本部はロンドン西部、ハイドパークに隣接するサウス・ケンジントンに置かれている。合計所有地は52万5233平方メートルであり、これは英国の高等教育機関の中で最大である。この地区は高級住宅街として知られており、またロイヤル・アルバート・ホールやハロッズ、博物館、教育機関、大使館などがあり観光客で賑わっている。

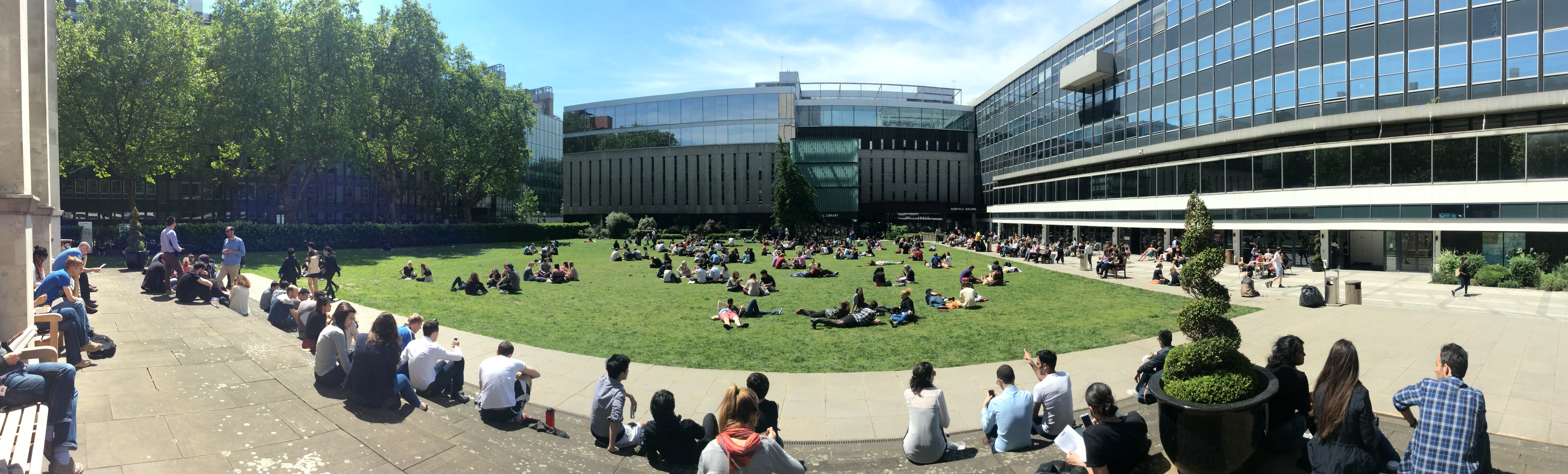
サウス・ケンジントン・キャンパス

サウス・ケンジントン・キャンパス付近にある教育機関・博物館
- ロイヤル・カレッジ・オブ・アート
  - イノベーション・デザイン・エンジニアリングの修士課程（M.A. / M.Sc.）はロイヤル・カレッジ・オブ・アートとの共同プログラムである。
- ロイヤル・カレッジ・オブ・ミュージック
- ロンドン自然史博物館
- ヴィクトリア&アルバート美術館
- サイエンス・ミュージアム クイーンズ・タワー

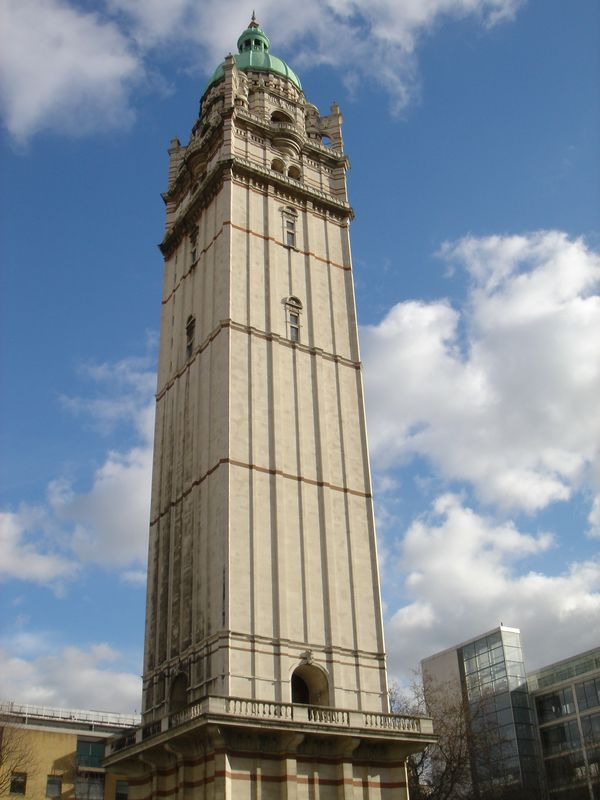
クイーンズ・タワー

ICLを含むこれらの教育機関や博物館の基礎はロンドン万国博覧会を企画開催したアルバート公と妻のヴィクトリア女王によって築かれた。これらの建物群は彼の名を冠しアルバートポリス(Albertopolis)と呼ばれている。
この他にはハマースミス病院のあるハマースミス・キャンパスやケント州にあるワイ・カレッジなどがある。
サウス・ケンジントン・キャンパスのエントランスは卒業生のゲイリー・A・タナカによる2700万ポンドの出資で建築したタナカ・ビジネス・スクールで、2004年にエリザベス2世女王によってテープカットが行われた。2009年以降、タナカ・ビジネス・スクールはインペリアル・カレッジ・ビジネス・スクールへと名称を変えている。
現在サウス・ケンジントン・キャンパスは創立100周年による改築・増築が行われている。キャンパスに隣接するスポーツセンター「Ethos」が2006年にオープン、大学図書館は2008年に工事作業を終え、大学に隣接する学生寮も改築が完了し、学部棟の増築などが現在も進行中の状態である。2012年ロンドン夏季オリンピックの際には、Southside及びEastsideの学生寮が日本から来たJOC関係者や一部選手団の宿泊地として利用された。

### 医学部と提携している病院

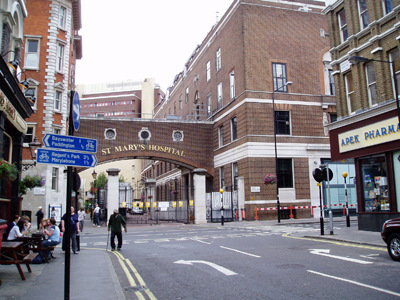
聖メアリー病院

- チェルシー・ウェストミンスター病院   聖メアリー病院
- 聖メアリー病院
- チャリング・クロス病院
- セントラル・ミドルセックス病院
- イーリング病院
- ヒリントン病院
- ノーウィック・パーク病院
- ウェスト・ミドルセックス病院
- アッシュフォード & 聖ピーター病院
- ハマースミス病院

## 施設
サウスケンジントンキャンパスでは学生・職員が利用する図書館が学期中の金曜日11時～土曜日10時以外24時間利用可能である。2013年現在、1090人分用の勉強スペースの他、241台のWindows 7搭載PCが設置されている。同じ敷地にカフェも隣接されている。
図書館隣のSherfield Building内には8室の音楽練習室が設けられており、クラビノーバ1台、アップライトピアノ6台とグランドピアノ5台が事前に予約の上利用可能な状態にある。
ロンドンキャンパス付近ではスポーツセンター「Ethos」など数カ所に合計でジムが4つ、プールが2つとスポーツホールが2つ設置されている。またヒースロー空港近くにスポーツグラウンドを所有しており、ラグビー場3面、サッカー場10面などがある。ホッケー、クリケット、ラクロス用のスペースも確保されている他、2011年2月には新たに野球場も建設された。
またキャンパス内にはバーが2カ所存在する。学生自治会本部建物内と、Eastside学生寮にそれぞれ設置されている。

## 主な関係者

### 出身者
- H・G・ウェルズ - SF作家。在学中から学生誌に小説を寄稿している。
- サイモン・シン - サイエンス・ライター
- デイヴィッド・アーヴィング（中退） - 歴史作家
- ラジブ・ガンジー - インド第9代首相
- ブライアン・メイ - クイーンのギタリスト。大学院で天体物理学の研究をしていたがバンド活動に専念するため中断。2008年に論文を提出し博士号を取得している。
- Sputniko! - 現代芸術家
- 大島武 - 東京工芸大学教授、大島渚長男
- エリック・ガン - ソフトバンク専務
- ピーター・スコット＝モーガン - 科学者、作家。
- 諏訪亜紀 - 京都女子大学教授
- 圓山重直 - 東北大学名誉教授
- 矢作嘉章 - 工学、元大阪工業大学知的財産専門職大学院教授、元日本ライセンス協会理事
- 貝原俊也 - 工学、神戸大学名誉教授。大阪工業大学情報科学部データサイエンス学科教授

### ノーベル賞受賞者
- 1929年 フレデリック・ホプキンズ Frederick Hopkins - 医学者。成長を促進するビタミンの発見
- 1937年 ジョージ・パジェット・トムソン - 物理学者。結晶による電子線回折現象の発見
- 1937年 ウォルター・ハース - 化学者。炭水化物、ビタミンCの構造研究
- 1945年 アレクサンダー・フレミング - 細菌学者。ペニシリンの発見、および種々の伝染病に対するその治療効果の発見
- 1945年 エルンスト・ボリス・チェーン Ernst Boris Chain - 生物化学者。ペニシリンの発見、および種々の伝染病に対するその治療効果の発見
- 1948年 パトリック・ブラケット Patrick Blackett, Baron Blackett - 物理学者。ウィルソンの霧箱による原子核物理学および宇宙線の分野における発見
- 1956年 シリル・ヒンシェルウッド - 化学者。気相系の化学反応速度論（特に連鎖反応）に関する研究
- 1963年 アンドリュー・ハクスリー Andrew Huxley - 医学者。神経細胞の末梢および中枢部における興奮と抑制に関するイオン機構の発見
- 1967年 ジョージ・ポーター George Porter - 化学者。短時間エネルギーパルスによる高速化学反応の研究
- 1969年 デレック・バートン Derek Harold Richard Barton - 化学者。分子の立体配座概念の確立
- 1971年 ガーボル・デーネシュ - 物理学者。ホログラフィーの発明とその後の発展
- 1972年 ロドニー・ロバート・ポーター Rodney Robert Porter - 免疫学者。抗体の化学構造に関する研究
- 1973年 ジェフリー・ウィルキンソン - 化学者。サンドイッチ構造を持つ有機金属化合物の研究
- 1979年 アブドゥッサラーム - 物理学者。電磁相互作用と弱い相互作用の統一理論への貢献、特に中性カレントの予想

### フィールズ賞受賞者
- 1958年 クラウス・フリードリッヒ・ロス
- 1986年 サイモン・ドナルドソン

### 講師・研究員
- トマス・ヘンリー・ハクスリー - ロンドン大学出身。1854年から生物学の講師
- ウィリアム・デビッド・ライト - 物理学の教授
- 吉村仁 - 千葉大学出身。1994年からシルウッド校個体群生物学センター研究員
- デビッド・ナット - ケンブリッジ大学出身。2010年から神経精神薬理学の教授
- 小野昌弘 - 京都大学出身。2015年から免疫学の准教授
- 横田俊文- 東京大学出身。2003年から研究員

## 評価
世界における最難関大学の一つであり、2014/2015年度の大学ランキングでは米マサチューセッツ工科大学に次いで世界第2位である（英ケンブリッジ大学と同位2位、QS 2014/2015年版）。過去に14名のノーベル賞受賞者と3名のフィールズ賞受賞者を輩出している。
理系大学であるICLは総合ランキングよりも専門分野でのランキングの方が順位が高いことが多い。例えば2006年度The Times Higher Education Supplementランキングのテクノロジー部門ではMIT、バークレー、IITsに続き世界第4位、ヨーロッパでは第1位。
フィナンシャル・タイムズはタナカ・ビジネス・スクールをヨーロッパで4位に選んだ。又、計算機科学部はガーディアン大学ガイドの中のComputer Science & IT部門で1位に選ばれた。
1999年から2012年の受験生の合格倍率は常に5倍を超えている。国内ではオックスフォード・ケンブリッジに次ぐ成績を求められる大学である。2013年度の合格倍率は学部で6.6倍（最大は医学部の8.0倍）、大学院で5.6倍（最大は工学研究科の7.0倍）であった。
ラッセル・グループ、IDEAリーグ、Association of MBAs(AMBA)、The Association to Advance Collegiate Schools of Business、欧州品質改善システム(EQUIS)に所属している。
2005年より東京医科歯科大学と医学部生の交換留学を実施している。毎年4、5人の学生が10月から2月まで過ごしている。

### 世界大学ランキング
|          | 2014-2015 | 2013-2014 | 2012-2013 | 2011-2012 | 2010-2011 | 2009-2010 | 2008-2009 | 2007-2008 |
| -------- | --------- | --------- | --------- | --------- | --------- | --------- | --------- | --------- |
| 総合     | 2=        | 5         | 6         | 6         | 7         | 5=        | 6         | 5         |
| 工学&IT  | 6         | 6         | 6         | 6         | 6         | 6         | 7         | 6         |
| 自然科学 | 11        | 9         | 11        | 11        | 11        | 10        | 14        | 13        |
| 生命科学 | 9         | 14=       | 12        | 11        | 11        | 17        | 11=       | 7         |
| 社会科学 | 67=       | 49=       | 71        | 69        | 65=       | 77=       | 85        | 73        |
| 人文科学 | 145=      | 156=      | 177       | 146       | 144=      | 136=      | 208=      | 170=      |

### 新聞社による評価
| 新聞社                        | 2014 | 2013 | 2012 | 2011 | 2010 | 2009 | 2008 | 2007 |
| ----------------------------- | ---- | ---- | ---- | ---- | ---- | ---- | ---- | ---- |
| The Times                     |      | 4位  | 4位  | 3位  | 3位  | 3位  | 3位  | 3位  |
| The Guardian                  | 9位  | 13位 | 10位 | 7位  | 8位  | 6位  | 3位  |      |
| The Sunday Times              |      | 8位  | 14位 | 3位  | 3位  |      | 4位  |      |
| The Complete University Guide | 4位  | 4位  | 3位  | 3位  | 3位  | 4位  | 3位  | 3位  |

## その他
- ICLの学生自治会(Student Union)には300以上のクラブがあり、これはイギリスの大学の中で最多である。自治会はサバティカル制度を活用した学生5人の幹部や大学職員によって運営されている。
- 学生によって運営されているラジオ(ICRadio)(1975年創立)、新聞(Felix)(1949年創立)、テレビチャンネル(stoic TV)(1969年創立)がある。
- 理系大学は男性の割合が女性に比べ高くなりがちだが、ICLでは平均して男6:女4と総合大学に近い比率になっている。一部の工学部では5:1になるが、医学部など生物系の学部では1:1に近い割合になる。
- 自動車部のエンジニア達によってメンテナンスされているクラシックカー「Boanerges」(Bo'と呼ばれている)が学生のマスコットである。
- ICLの音楽イベントを手配するJazz and Rock Societyではこれまでにクイーンを始めとする様々なバンドを招いてイベントを行ってきた。

- ICLで演奏したことのあるバンドは以下の通りである[58]。ブライアン・メイ
  - クイーン

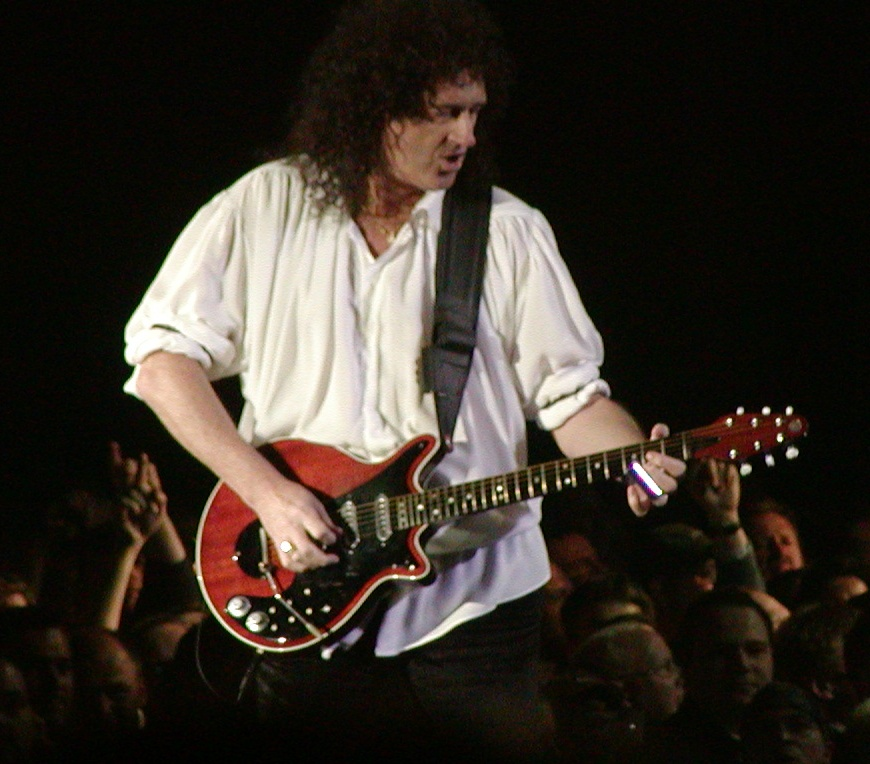
ブライアン・メイ

  - ジミ・ヘンドリックス
  - ピンク・フロイド
  - T・レックス
  - デフ・レパード
  - フリー
  - イエス
  - ディープ・パープル
  - ドアーズ
  - デヴィッド・ボウイ